# Pardosa colchica
Pardosa colchica este o specie de păianjeni din genul Pardosa, familia Lycosidae, descrisă de Mcheidze, 1946. Conform Catalogue of Life specia Pardosa colchica nu are subspecii cunoscute.